# Cristóbal León e Joaquín Cociña

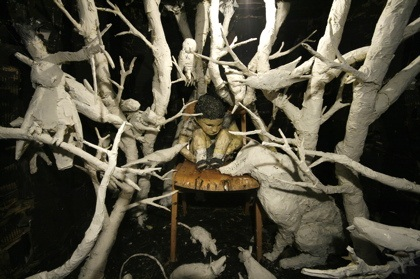
Der Kleinere Raum, 2009.

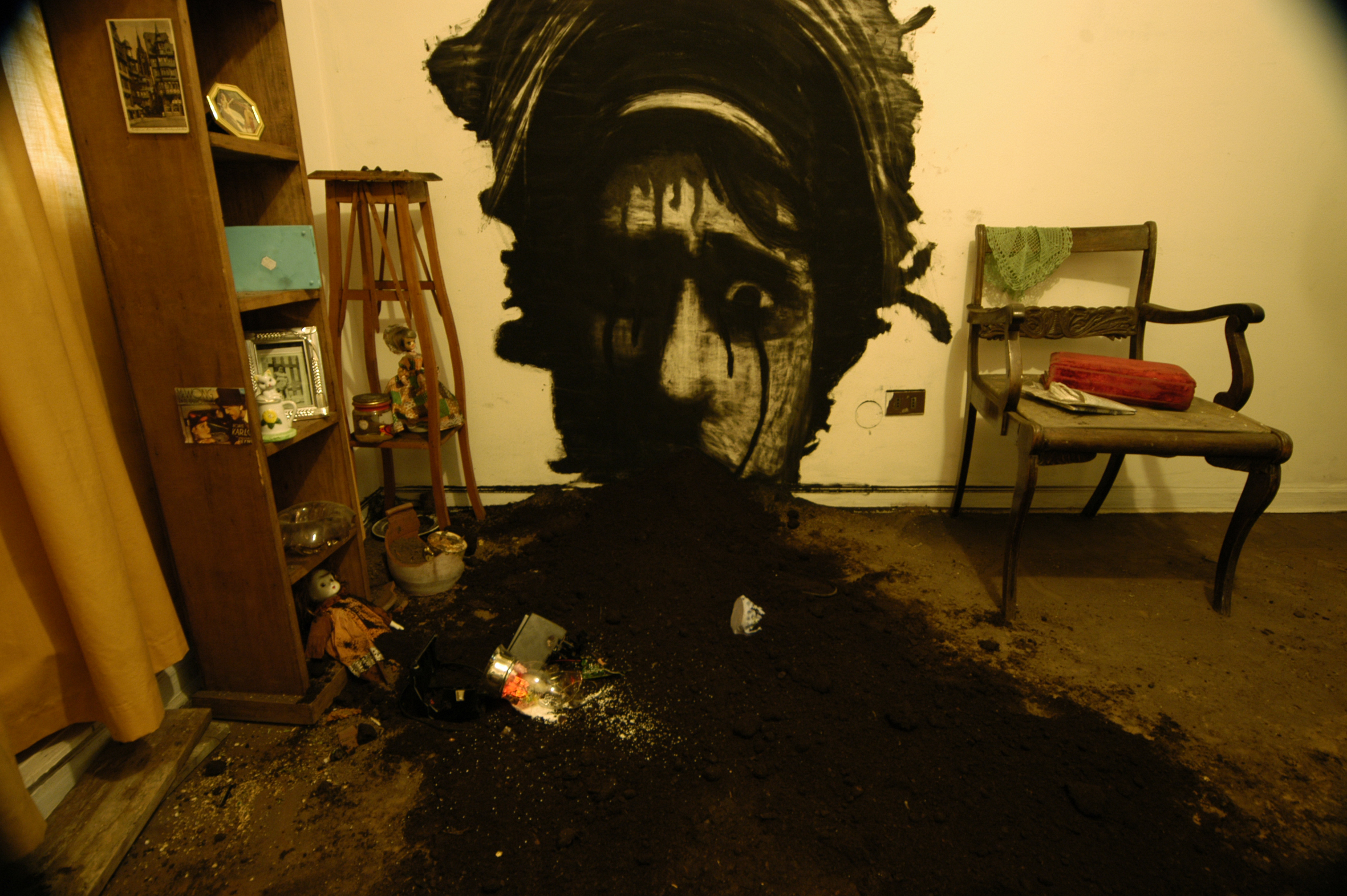
Lucía, 2007.

Cristóbal León (Santiago del Cile, 22 novembre 1980) e  
Joaquín Cociña (Concepción, 18 marzo 1980) sono due registi cileni attivi nel cinema d'animazione e nella videoarte con svariate tecniche, meglio noti per il film in stop-motion La casa lobo (2018).

## Filmografia

### Cortometraggi
- Lucía (2007)
- Nocturno de Chile (2008)
- Luis (2008)
- Der Kleinere Raum (2009) - solo León, con Nina Wehrle
- Weathervane (2010) - solo Cociña
- Padre. Madre. (2011)
- El arca (2011)
- La bruja y el amante (2012)
- Los Andes (2013)
- Extrañas criaturas (2019) - solo León, con Cristina Sitja Rubio
- Los huesos (2021)

### Lungometraggi
- La casa lobo (2018)

### Video musicali
- Gato Negro - Tus Amigos Nuevos (2013)
- Te quise – Camila Moreno (2013)
- Peak - Diego Lorenzini (2014)
- Por el Bien de Todos - Los VariosArtistas (2014)
- Reggaeton Nº 2 en La menor - Acólitos Encubiertos (ft. Diego Lorenzini) (2014)
- Libres y estúpidos – Camila Moreno (2015)
- Sin mí – Camila Moreno (2015)
- Thin Thing – The Smile (2022)
- I Inside the Old I Dying - PJ Harvey (2023)

## Riconoscimenti
- 2018 – Festival di Berlino[3]
  - Premio Caligari per La casa lobo
- 2018 – Festival internazionale del film d'animazione di Annecy[4]
  - Candidatura al Cristal per il lungometraggio per La casa lobo
- 2020 – Boston Society of Film Critics Awards[5]
  - Miglior film d'animazione per La casa lobo
- 2020 – Chicago Film Critics Association Awards[6]
  - Candidatura al miglior film d'animazione per La casa lobo
- 2020 – St. Louis Film Critics Association Awards[7]
  - Candidatura al miglior film d'animazione per La casa lobo
- 2021 – Mostra internazionale d'arte cinematografica di Venezia[8]
  - Premio Orizzonti per il miglior cortometraggio per Los huesos